# 集英社ライトノベル新人賞
集英社ライトノベル新人賞（しゅうえいしゃライトノベルしんじんしょう）は、集英社が主催する公募新人文学賞。

## 概要
2014年からスーパーダッシュ小説新人賞を継承して開催される。
主な対象読者を10代中盤 - 20代男性と想定したオリジナルの長編小説で、第9回まで年2回（前期と後期）の募集だったが、第10回より年1回に変更になっている。
第12回より募集形式がリニューアルされ、以下の3部門毎の募集となった。
- 王道部門
  - 対象作はジャンル無制限の王道作品[3]
  - 賞金は300万円・金賞50万円・銀賞30万円・奨励賞10万円・審査員特別賞10万円[3]
  - 銀賞以上受賞作は書籍化確定[3]
- ジャンル部門
  - 対象作は編集部が指定したジャンルの作品[4]
  - 賞金は入選30万円・佳作10万円・銀賞30万円審査員特別賞5万円[4]
  - 入選受賞作は原則書籍化[4]
- IP（）小説部門
  - 対象作は原稿20枚以内の作品（完結・未完結は問わない）[5]
  - 賞金は入選10万円[5]
  - 入選受賞者には担当編集が付く[5]

受賞作はいずれもダッシュエックス文庫で刊行される。

## ゲスト選考委員
第1回（2014年）
新房昭之
第2回（2014年）
長谷見沙貴
第3回（2015年）
稲垣理一郎
第4回（2015年）
ONE
第5回（2016年）
藤原佳幸
第6回（2016年）
イシグロキョウヘイ
第7回（2017年）- 第11回（2021年）
丈月城、山形石雄
第12回（2023年）-
丈月城（王道部門）、山形石雄（王道部門）、三河ごーすと（ジャンル部門）、新木伸（IP小説部門）

## 入賞作品一覧
| 回数 （開催年）   | 部門         | 応募総数         | 賞           | タイトル（→刊行時表題） | 著者（→刊行時筆名） | 出典          |
| ----------------- | ------------ | ---------------- | ------------ | --- | ------------------- | ------------- |
| 第1回 （2014年）  | -            | 611              | 優秀賞       | ウィッチハント・カーテンコール 超歴史的殺人事件 | 紙城境介            | [ 6 ]         |
| 第1回 （2014年）  | -            | 611              | 特別賞       | 五色の魔女 | 狗彦                | [ 6 ]         |
| 第2回 （2014年）  | -            | 884              | 特別賞       | 呪術法律家ミカヤ | 大桑康博            | [ 7 ]         |
| 第2回 （2014年）  | -            | 884              | 特別賞       | Sっ気のある美少女ボディガードを雇ってしまったので、いつも敢えて死にそうな目に遭わされたのちに護られる俺。（→ボディガードな彼女いわく、サディスティック日和にて。） | 望月充っ            | [ 7 ]         |
| 第3回 （2015年）  | -            | 553              | 優秀賞       | 閉鎖型エデンのノオト（→封印少女と復讐者の運命式） | 伊瀬ネキセ          | [ 8 ]         |
| 第3回 （2015年）  | -            | 553              | 特別賞       | 棘の忠臣 | 河童三郎            | [ 8 ]         |
| 第3回 （2015年）  | -            | 553              | 特別賞       | 混沌都市の泥棒屋 | 間宮真琴            | [ 8 ]         |
| 第4回 （2015年）  | -            | 780              | 特別賞       | カルネアデスリング | 河元崇              | [ 9 ]         |
| 第4回 （2015年）  | -            | 780              | 特別賞       | PHANTOM DARK | 暁一翔              | [ 9 ]         |
| 第5回 （2016年）  | -            | 681              | 特別賞       | 断界魔装のパラダイム・シフター | 妹尾尻尾            | [ 10 ]        |
| 第6回 （2016年）  | -            | 508              | 特別賞       | この生まれ変わった世界で | 神庭武敏            | [ 11 ]        |
| 第7回 （2017年）  | -            | 前期461、後期368 | 金賞         | エコー・ザ・クラスタ（→漂流英雄 エコー・ザ・クラスタ） | 森月真冬            | [ 12 ]        |
| 第8回 （2018年）  | -            | 前期270、後期377 | 銀賞         | 幻想の管理人 -盲目の吸血鬼-（→吸血鬼は僕のために姉になる） | 景詠一              | [ 13 ]        |
| 第9回 （2019年）  | -            | 前期350、後期296 | 審査員特別賞 | 武人外剣虎 | 河鍋鹿島            | [ 14 ]        |
| 第9回 （2019年）  | -            | 前期350、後期296 | 審査員特別賞 | 激情版視覚型恋愛錯誤（→冴えない男子高校生にモテ期がやってきた 〜今日はじめて、僕は恋に落ちました〜）                                                               | 常世田健人          | [ 14 ]        |
| 第10回 （2020年） | -            | 505              | 審査員特別賞 | 悪と徳 | ごんべ              | [ 15 ]        |
| 第11回 （2021年） | -            | 555              | 審査員特別賞 | 異世界除霊師 | 及川シノン          | [ 16 ]        |
| 第12回 （2022年） | 王道部門     | 572              | 金賞         | 魔法少女スクワッド | 悦田半次            | [ 17 ] [ 18 ] |
| 第12回 （2022年） | ジャンル部門 | 117              | 佳作         | 女装したボクは誰よりも可愛いのに | 衣太                | [ 19 ] [ 20 ] |
| 第12回 （2022年） | IP小説部門#1 | 495              | 入選         | なりすまし聖女様の人生逆転計画 | 片沼ほとり          | [ 21 ]        |
| 第12回 （2022年） | IP小説部門#2 | 369              | 入選         | 該当作品なし |                     | [ 22 ]        |
| 第12回 （2022年） | IP小説部門#3 | 212              | 入選         | 道化の無双は笑えない | 一ノ瀬乃一          | [ 23 ]        |
| 第12回 （2022年） | IP小説部門#3 | 212              | 入選         | 東京Lv99 | 節兌見一            | [ 23 ]        |
| 第13回 （2023年） | IP小説部門#1 | 212              | 入選         | 勇者の弟子を派遣します | お茶ねこ            | [ 24 ]        |
| 第13回 （2023年） | IP小説部門#1 | 212              | 入選         | ※ただし探偵は魔女であるものとする | Praiseぽぽん        | [ 24 ]        |